# PERT
PERT (en anglais : Program Evaluation and Review Technique) est une méthode conventionnelle utilisable en gestion de projet, ordonnancement et planification développée aux États-Unis par la Navy dans les années 1950.
Elle fournit une méthode et des moyens pratiques pour décrire, représenter, analyser et suivre de manière logique les tâches (en) et le réseau des tâches à réaliser dans le cadre d'une action à entreprendre ou à suivre.
Le diagramme PERT représente le planning des travaux par un graphe de dépendances. Son formalisme en réseau se focalise sur l’interconnexion des tâches à effectuer et sur le calcul des chemins critiques. Une différence importante avec le diagramme de Gantt est l'échelle de temps conventionnelle du diagramme PERT qui représente un enchaînement de tâches et non des durées ou un calendrier.

## Étymologie et histoire
Le terme PERT est l'acronyme de « program evaluation and review technology » ou « program evaluation research task ». Sa traduction française serait : « technique d'évaluation et d'examen de programmes » ou « de projets », ou encore « technique d’élaboration et de mise à jour de programme ». L'adjectif anglais « pert », signifie « malicieux », « mutin ».
Le PERT est créé en 1958 à la demande de la marine américaine, qui veut planifier la durée de son programme de missiles balistiques nucléaires miniaturisés Polaris. L'enjeu principal est de rattraper le retard en matière de balistique par rapport à l'URSS, après le choc de la « crise de Spoutnik ». L'étude est réalisée par la société de conseil en stratégie Booz Allen Hamilton. Alors que le délai initial de ce programme – qui a fait intervenir 9 000 sous-traitants et 250 fournisseurs – était de 7 ans, l’application de la technique du PERT a permis de réduire ce délai à 4 ans. L'attribution du succès du programme Polaris à l'usage du PERT a néanmoins fait l'objet de critiques documentées, notamment par H. Sapolsky (The Polaris System Development, Harvard University Press, 1972).

## Principes généraux
Si dans le vocabulaire de tous les jours, la notion de « projet » désigne assez globalement « une action future », cette notion renvoie par contre à une formulation beaucoup plus précise pour tous les acteurs impliqués dans le déroulement opérationnel d'un projet.
Un graphe de dépendances est utilisé. Pour chaque tâche, sont indiquées une date de début et de fin au plus tôt et au plus tard. Le diagramme permet de déterminer le chemin critique qui conditionne la durée minimale du projet.
Le but est de trouver la meilleure organisation possible pour qu'un projet soit terminé dans les délais, et d'identifier les tâches critiques, c'est-à-dire les tâches qui ne doivent souffrir d'aucun retard sous peine de retarder l'ensemble du projet.

## Mise en œuvre

### Règles et notations de représentation
Dans la méthode PERT, on calcule deux valeurs pour chaque étape :
- la date au plus tôt : il s'agit de la date à laquelle la tâche pourra être terminée au plus tôt, en tenant compte du temps nécessaire à l'exécution des tâches précédentes.
- la date au plus tard : il s'agit de la date à laquelle une tâche doit être terminée à tout prix si l'on ne veut pas retarder l'ensemble du projet.

### Réseau et diagramme des tâches
On peut ainsi représenter les relations entre les tâches et les étapes par le diagramme suivant :
- a. Étude, réalisation et acceptation des plans
- b. Préparation du terrain
- c. Commande des matériaux
- d. Creusement des fondations
- e. Commande portes et fenêtres
- f. Livraison des matériaux
- g. Construction des fondations
- h. Livraison des portes et fenêtres
- i. Construction des murs
- j. Mise en place des portes et fenêtres

Tableau des niveaux :
1. a b
2. c e d
3. f h
4. g
5. i
6. j

Pour tracer le diagramme, il est souhaitable que les flèches ne se croisent pas.
Pour déterminer la date au plus tôt d'une tâche, il faut parcourir le diagramme de gauche à droite et calculer le temps du plus long des chemins menant du début du projet à cette tâche. S'il y a plusieurs sous-chemins, on effectue le même calcul pour chacun et on choisit la date la plus grande.
Pour déterminer la date au plus tard d'une tâche, il faut parcourir le diagramme de droite à gauche, et soustraire de la date au plus tard de la tâche suivante la durée de la tâche dont on calcule la date au plus tard. S'il y a plusieurs sous-chemins, on effectue le même calcul pour chacun et on choisit la date la plus petite.
La marge totale d'une tâche est la différence entre la date au plus tard et la date au plus tôt d'une tâche.

### Tâches et chemin critiques
Ces deux notions constituent l'apport le plus appréciable de la méthode : elles renseignent utilement et précisément le pilote de projet sur les risques pesant sur son avancement. Grâce au suivi des tâches et du chemin critique, le pilote anticipe les conséquences futures du déroulement de son projet. Deux perspectives d'examen sont théoriquement possibles :
- le « pert time » qui exprime le chemin critique exprimé en termes de délais et de calendrier ;
- le « pert cost » qui exprime le chemin critique exprimé en termes de dépenses.

#### Vision délai et calendrier
Une tâche de l'étape n vers l'étape n+1 est critique si la différence entre la date au plus tôt de l'étape n+1 et la date au plus tard de l'étape n est égale à la durée de la tâche à accomplir. L'ensemble des tâches critiques constitue le chemin critique, c'est-à-dire le chemin sur lequel aucune tâche ne doit avoir de retard pour ne pas retarder l'ensemble du projet.
Une tâche critique a donc une marge totale de zéro, et le chemin critique est constitué de tâches de marges nulles.
Remarques :
- un projet peut avoir plusieurs chemins critiques, parallèles ;
- un chemin est sous-critique lorsque sa durée est très proche (de N jours ou semaines) de la durée du chemin critique, c'est-à-dire celle du projet. Il suffirait d'un léger retard, de N jours ou semaines, d'une tâche de ce chemin sous-critique pour que ce chemin devienne critique.

La marge libre d'une tâche T est le délai de retard maximum que l'on peut apporter à la mise en route de cette tâche, sans pour autant que les tâches suivantes en soient affectées.
Elle est égale à la différence entre :
- La plus petite date au plus tôt des tâches suivantes ;
- La date au plus tôt de la tâche T, à laquelle on rajoute sa durée.